# Sorol
Sorol és un atol de corall de nou illes que forma part de les Illes Carolines Centrals en l'oceà Pacífic, que és un districte legislatiu de l'estat de Yap en els Estats Federats de Micronèsia. Sorol es troba aproximadament a 150 quilòmetres (93 milles) al sud de Ulithi i a 250 quilòmetres (160 milles) al sud-est de l'illa de Yap. La població de Sorol era de 215 persones l'any 2000. Sorol és un municipi de l'estat de Yap tot i que la seva població ha estat classificada com a part del districte de Fais en algunes publicacions estadístiques.